# Acartauchenius leprieuri
Acartauchenius leprieuri là một loài nhện trong họ Linyphiidae.
Loài này thuộc chi Acartauchenius. Acartauchenius leprieuri được Octavius Pickard-Cambridge miêu tả năm 1875.